# سیسیلین خط‌دار زرد
سیسیلین خط‌دار زرد (نام علمی: Ichthyophis beddomei) نام یک گونه از راسته سمندرهای کرمی است.